# Sabulina pseudohybrida
Sabulina pseudohybrida, syn. Minuartia pseudohybrida — вид квіткових рослин родини гвоздикових (Caryophyllaceae).

## Біоморфологічна характеристика
Це однорічна рослина 3–10 см заввишки, гола чи вгорі розсіяно запушена залозистими волосками. Листки вузьколінійні, голі. Пелюстки майже вдвічі коротші за чашечку.

## Поширення
Ендемік Криму.
В Україні вид росте на кам'янистих відкритих місцях — на пд.-зх. ч. Криму (ок. Фороса, Ялти, Гурзуфа)